# Сіллапяя
Сіллапяя (ест. Sillapää) — село в Естонії, входить до складу волості Ряпіна, повіту Пилвамаа.